# هانی و شیخ مرید
هانی و شیخ مرید (به بلوچی: هانی و شیء مرید - Hàni o Šai morid) یک حماسه عاشقانه بلوچی است. هانی در رابطهٔ عاشقانه‌ای با مرید است که بر خلاف انتظار به ازدواج هانی با شخصی به نام چاکر می‌انجامد؛ شیخ مرید بعد از این اتفاق گوشه نشین و وطن را به مقصد کعبه ترک می کند. مرید پس از رسیدن به مکه با خود عهد می کند تا یاد عشق نا رسیده خود را هرگز فراموش نکند و جای عشق هانی عشق به خدا را در دل خود جاری سازد سپس به شیوه درویشی و شیخی روی ی آورد. پس از سال ها شیخ مرید و هانی یک دیگر را عهد پیری به صورت طبیعی و اتفاقی(نه انسانی) می بینند اما شیخ مرید در جواب هانی می گوید:

| «سبیل ترکی من از بیخ گوش هایم گذشته است                  |
| ریش من از حد معمول بلند تر و انبوه تر شده است            |
| به خاطر دوری از معشوق و درد های جانسوز                   |
| با آهن تفته تمامی مفاصل بدنم را مانند گوشت کبابی پخته ام |
| هر دوازده مفصل بدنم را پخته ام                           |
| آنها را یکی یکی داغ کرده ام                              |
| خود را از رجولیت داغ کرده ام                             |
| من آن مرید گذشته نیستم                                   |
| برای شوهری تو مناسب نیستم                                |
| ای هانی مرا از همراهانم جدا مکن»                         |

سر انجام این حماسه عاشقانه و نا رسیده بلوچی با رفتن همیشگی شیخ مرید از دیار هانی به پایان می رسد و بعد از رفتن شیخ مرید دیگر هیچ گاه از او خبری یافت نشد.
در شکل اصیل و کهن این افسانه بلوچی به جای مراسم دینی، تأکید بر پرستش و ارج نهادن بر آبهای جاری است که سنت ما قبل اسلامی این سرزمین بوده است.
در سال 1400 داستان هانی و شیخ مریدش توسط شرمین نادری، نویسنده و تصویرگر نیز بازنویسی شده است.